# Ophiderpeton
Genre
Ophiderpeton est un genre fossile de tétrapodomorphes aïstopodes actifs du début du Carbonifère au début du Permien.

## Systématique
Le genre Ophiderpeton a été créé en 1866 par le paléontologue américain Thomas Henry Huxley (1825-1895).

## Étymologie
Le nom de genre est issu du grec ὄφῐς, óphis, « serpent » et du grec ἑρπετόν, herpetón, « plante grimpante ».

## Présentation
Les restes de ce genre, sont assez répandus et ont été trouvés dans l'Ohio (États-Unis), en Irlande et en République tchèque (Europe centrale).
Comme les autres aïstopodes, Ophiderpeton ressemblait à un serpent, sans aucune trace de membres. Son corps mesurait environ 70 cm de long et présentait 230 vertèbres. Son crâne mesurait 15 mm avec de grands yeux orientés vers l'avant, suggérant un style de vie de chasse. Il vivait probablement dans des terriers, se nourrissant d'insectes, de vers, de mille-pattes et d'escargots,.
Plusieurs espèces sont classées dans le genre, et des animaux similaires, Phlegethontia et Sillerpeton, sont connus. Un genre antérieur, Lethiscus, est connu du Carbonifère et du Permien inférieur.

## Liste d'espèces
Selon Paleobiology Database (1 novembre 2022) :
- † Ophiderpeton amphiuminum Cope, 1868
- † Ophiderpeton brownriggi  Wright & Huxley, 1871
- † Ophiderpeton kirktonense Milner, 1994
- † Ophiderpeton swisshelmense Thayer, 1985